# Melchor Fernández Almagro
Melchor Fernández Almagro (Granada, 4 de setembre de 1893 - Madrid, 22 de febrer de 1966), va ser un crític literari, historiador i periodista espanyol, governador civil de Balears de 5 d'abril a 19 d'abril de 1940.

## Biografia
Va créixer al barri granadí de San Matías. Inicia la seva formació al Col·legi del Patriarca San José i posteriorment a la Universitat de Granada, on estudia Dret. A la seva ciutat natal, comparteix les tasques universitàries amb la preparació d'oposicions a Correus, en aquesta època les inquietuds polítiques es manifesten en les joventuts mauristes, El 1914 va fundar el setmanari Voluntad i la vida de tertúlia amb els amics que es reuneixen al Rinconcillo del Café Alameda de Granada, com ara l'historiador i polític Antonio Gallego Burín, el pintor Manuel Ángeles Ortiz, Francisco i Federico García Lorca, José Acosta Medina, José Mora Guarnido, Constantino Ruiz Carnero, Francisco Soriano, Miguel Pizarro, José y Manuel Fernández Montesinos, Hermenegildo Lanz, Ángel Barrios, Ismael González de la Serna. Comença a col·laborar amb la premsa i es mostra molt actiu en la vida cultural granadina.
El 1918, Melchor Fernández Almagro se'n va a viure a Madrid i comença a ser conegut al món de la premsa. Es relaciona amb grups intel·lectuals i artístics madrilenys i freqüenta institucions de caràcter cultural, com l'Ateneu Científic, Literari i Artístic de Madrid. Així mateix, al Cafè Jorge Juan es reunia amb José Francés y Sánchez Heredero, que era qui encapçalava la tertúlia local; també assistia al Cafè Lió a una altra tertúlia on participaven personatges com José Bergamín i Ignacio Sánchez Mejías. Federico García Lorca, el seu paisà, amic i company del grup literari «El Rinconcillo» granadí, el va retratar dient que tenia traça de «moro amic» i li va dedicar la seva bellíssima Elegía a Doña Juana la Loca.
La guerra civil espanyola el viu entre Burgos i Salamanca, incorporat a Premsa i Propaganda del bàndol franquista. Acabada la guerra, el règim usurpador l'encastella com a historiador, amb títols de referència obligada en l'estudi de la Història d'Espanya així com crític literari de ABC i La Vanguardia Española. Sota la presidència d'Eduard Marquina i Angulo, pertany al primer Consell General de Teatre del franquisme, rebutjant tant el teatre republicà com el comercial burgès de l'època: Escriu a Legiones y Falanges:
| «                                                                                              | El teatre espanyol actual no ha assumit encara la iniciativa que, indiscutiblement, li correspon en aquesta hora transcendental de revolucions nacionals i renovació universal […], camina encara una mica indecís, massa apegat a fórmules velles; tan velles que ja ho eren quan Espanya es va aixecar, ansiosa de renéixer, contra el republicano-marxisme" | » |
| — "Legiones y Falanges, 8-9 (jun.-jul. 1941). (Citat per Rodríguez Puértolas, 1986, pág. 624". | |   |

Des de l'Institut d'Estudis Polítics o des de la seva labor periodística, la seva signatura és coneguda i reconeguda. El reconeixement oficial que li arriba amb el nomenament com acadèmic de la Llengua Espanyola i de la Historia. Morí el 22 de febrer de 1966.

## Obra
Acadèmic de la llengua espanyola i de la història, autor de valuosos llibres d'història, periodista, prestigiós crític teatral i literari, Melchor Fernández Almagro va ocupar un primer pla en les lletres espanyoles durant prop de mig segle. Conforme a un fenomen, massa repetit al nostre país, un espès silenci ha caigut, a la seva mort, sobre la seva memòria.
En el seu Viaje al siglo XX, l'historiador i periodista granadí explica el que va suposar la seva trobada amb Madrid, el seu descobriment de la ciutat moderna: «L'emoció que Madrid m'anava produint es resoldria en quantitat. Quant de tot! De tot, més molt més que a Granada. Més gent, més cotxes i més botigues en més carrers, més places i més passejos. I més grans, per descomptat, els passejos, les places, els carrers, les botigues…”
Els vicis polítics de la seva època van tenir en Fernández Almagro un implacable denunciador i un intel·ligent analista. No va estar exempta de contradiccions i ensopegades, amb actituds polítiques que no van presentar sempre una clara línia evolutiva respecte a la dictadura.
Fernández Almagro, historiador de períodes propers, va ser mestre de molts intel·lectuals posteriors i és una figura de relleu que va consagrar part del seu esforç en hemeroteques i arxius a aprofundir en capítols i homes decisius de la història d'Espanya. Un aspecte destacable és el de la seva humanitat enmig de la vida literària madrilenya, segons ho descriuen. La seva especialització en la història política de l'Espanya dels segles xix i xx va tenir una visió coherent i articulada, amb una forma expressiva clara i fluida. Gran part de la seva obra i escrits es troba en la Biblioteca de l'Institut Internacional de Madrid, creada el 1910 i situada al carrer Miguel Ángel 8 de Madrid, que va adquirir la seva biblioteca particular.
La seva obra més coneguda és Historia Política de la España Contemporánea, obra que està a moltes biblioteques d'arreu del món. La primera part (1868-1885) s'ocupa del període que transcorre des de la revolució de setembre fins a la mort d'Alfons XII d'Espanya. Al segon volum que cobreix el període de 1885 a 1897, es tracten esdeveniments i començaments de processos cabdals per a la constitució de l'Espanya Contemporània. En el tercer volum (1885-1902) arriba fins al regnat d'Alfons XIII.

## Publicacions
- Historia política de la España contemporánea (Madrid: Pegaso, 1956)
- Historia del reinado de Don Alfonso XIII. (Barcelona: Montaner y Simón 1933)
- Orígenes del régimen constitucional en España (Barcelona/Buenos Aires: Labor, 1928)
- La emancipación de América y su reflejo en la conciencia española: discurso leído en el acto de su recepción / por el Excmo. Sr. D. Melchor Fernández Almagro, y contestación del Excmo. Sr. Duque de Maura, el día 2 de febrero de 1944 (Madrid: Hispánica, 1944)
- La emancipación de América y su reflejo en la conciencia española (Madrid: Instituto de Estudios Políticos, 1957)
- Catalanismo y República española. (Madrid: Espasa Calpe, 1932)
- Historia de la República Española (1936-1939). (Madrid: Biblioteca Nueva, 1940)
- Repúblicas Centro y Sudamericanas (Barcelona: Montaner y Simón, S.A.,1937)
- Vida y literatura de Valle-Inclán (Madrid: Editora Nacional, 1943)
- Vida y obra de Ángel Ganivet (Madrid: Revista de Occidente, 1953, 1a edició el 1925)
- Obras completas de Ángel Ganivet/ Prólogo por Melchor Fernández Almagro (Madrid: Aguilar, 1943)
- Jovellanos, Antología. Selección y Prólogo de Melchor Fernández Almagro (Madrid: Ediciones Fe, Colección Breviarios del Pensamiento Español, 1940)
- Cánovas. Su vida y su política (1951)
- Por qué cayó Alfonso XIII: Evolución y disolución de los partidos históricos durante su reinado / Duque de Maura y Melchor Fernández Almagro (1948)
- Viaje al siglo XX (Madrid: Sociedad de Estudios y Publicaciones, 1962)
- En torno al 98: política y literatura (Madrid: Jordán, 1948)
- Granada en la literatura romántica española: discurso leído el día 9 de diciembre de 1951 por Melchor Fernández Almagro y contestación de Emilio García Goez (Madrid: Real Academia Española, 1951).
- Política naval de la España moderna y contemporánea (Madrid: Instituto de Estudios Políticos, 1946).
- Fedra: teoría y crítica. Análisis de la obra de Miguel de Unamuno. Article publicat an La Gaceta Literaria del 16 de març de 1930.
- Epistolario. 1918-1940: Literatura y política / Fernández Almagro, Melchor y Gallego Burín, Antonio. Edición, introducción y notas Antonio Gallego Morell, Cristina Viñes Millet (Granada: Diputación Provincial, 1986).
- Primer centenario del nacimiento de D. José Toribio Medina / por Melchor Fernández Almagro y Luis Redonet y López-Dóriga (Madrid: Góngora, 1953)
- Crónica de una amistad: epistolario de Federico García Lorca y Melchor Fernández Almagro (1919-1934) (Fundación Federico García Lorca, 2006).
- Sinesio Delgado en su tiempo (Madrid: Sociedad General de Autores de España, 1960).
- Las terceras de ABC de Melchor Fernández Almagro; selección y prólogo, Luisa Rojas (Madrid: Prensa Española, 1976)
- La sociedad española 1875-1949 / vista por el marqués de Valdeiglesias crónicas recogidas por Mercedes Escobar y Kirkpatrick/ Autor: Alfredo Escobar y Ramírez, Marqués de Valdeiglesias/ Prólogo de Melchor Fernández Almagro (Madrid: Biblioteca nueva, 1957).
- Domingo Dulce, general isabelino. Vida y época / Autor: Buxó-Dulce de Abaigar, Joaquín, Marqués de Castell-Florite/Prólogo por Melchor Fernández Almagro (Barcelona: Planeta,1962)
- Granada: guía artística e histórica de la ciudad/ Autor: Gallego Burín, Antonio/ Prólogo de Melchor Fernández Almagro(Madrid: Fundación Rodríguez Acosta, 1961)
- Antonio Maura, la revolución desde arriba/ Autor: Diego Sevilla Andrés/ Prólogo de Melchor Fernández Almagro(Barcelona: Aedos, 1954)
- Centenario del fallecimiento de D. Andrés Bello: discursos leídos el día 30 de octubre de 1965 / por D. Samuel Gili Gaya, D. Melchor Fernández Almagro, D. Juan Zaragüeta (Madrid: [s.n.], 1965)
- Poesías completas/ Autor: Carlos Fernández Shaw/ Prólogo de Melchor Fernández Almagro (Madrid: Gredos, 1966)

## Obres amb referències sobre l'autor
- Martínez Cachero, José María. Veinticinco años de novela española (1941-1966) en la crítica de Melchor Fernández Almagro/ Autor: Martínez Cachero, José María (1924-). [ Biblioteca de autor ] (Publicación: Alicante: Biblioteca Virtual Miguel de Cervantes, 2001). Edición digital a partir de Homenaje al profesor Antonio Gallego Morell. Tomo II, Granada, Universidad de Granada, 1989, pp. 315–325. Reedición. en El canto de las sirenas: (páginas de investigación y crítica), Oviedo, Universidad de Oviedo, 2000, pp. 489–502, (Homenajes; 4).
- Gallego Morell, Antonio/Viñes Millet, Cristina. Edición, introducción y notas de Epistolario (1918-1940). Literatura y política. (Granada: Diputación Provincial de Granada, 1986)
- Viñes Millet, Cristina, artículo: "América en la obra de Melchor Fernández Almagro", en El Reino de Granada y el Nuevo Mundo (Granada: Diputación provincial de Granada, 1994). pp. 279–296.
- Viñes Millet, Cristina. La Granada de Melchor Fernández Almagro: antología / edición, introducción y notas, Cristina Viñes Mollet (Granada: Universidad, 1992)
- Zárate, Fidel, artículo: "Orígenes del régimen constitucional en España" de Melchor Fernández Almagro" en Revista: Amauta: revista mensual de doctrina, literatura, arte, polémica, número especial: (Lima, 1929, 25, pp. 83–85)
- Bóveda León, Antonio/ Gaisse Herrero, Mar/Gómez García, Montse. La vida de los cafés madrileños durante el primer tercio del siglo XX en Historia de Madrid en la Edad Contemporánea 1997-1998, publicado en Internet por departamento de Historia Contemporánea de la Universidad Complutense de Madrid, dirigido por Luis Enrique Otero Carvajal.
- Rojas, Luisa, selección y prólogo de Las terceras de ABC de Melchor Fernández Almagro; (Madrid: Prensa Española, 1976)
- Ayala, Francisco. Recuerdos y olvidos. Alianza Editorial, Madrid 1988